# Stephen Booth

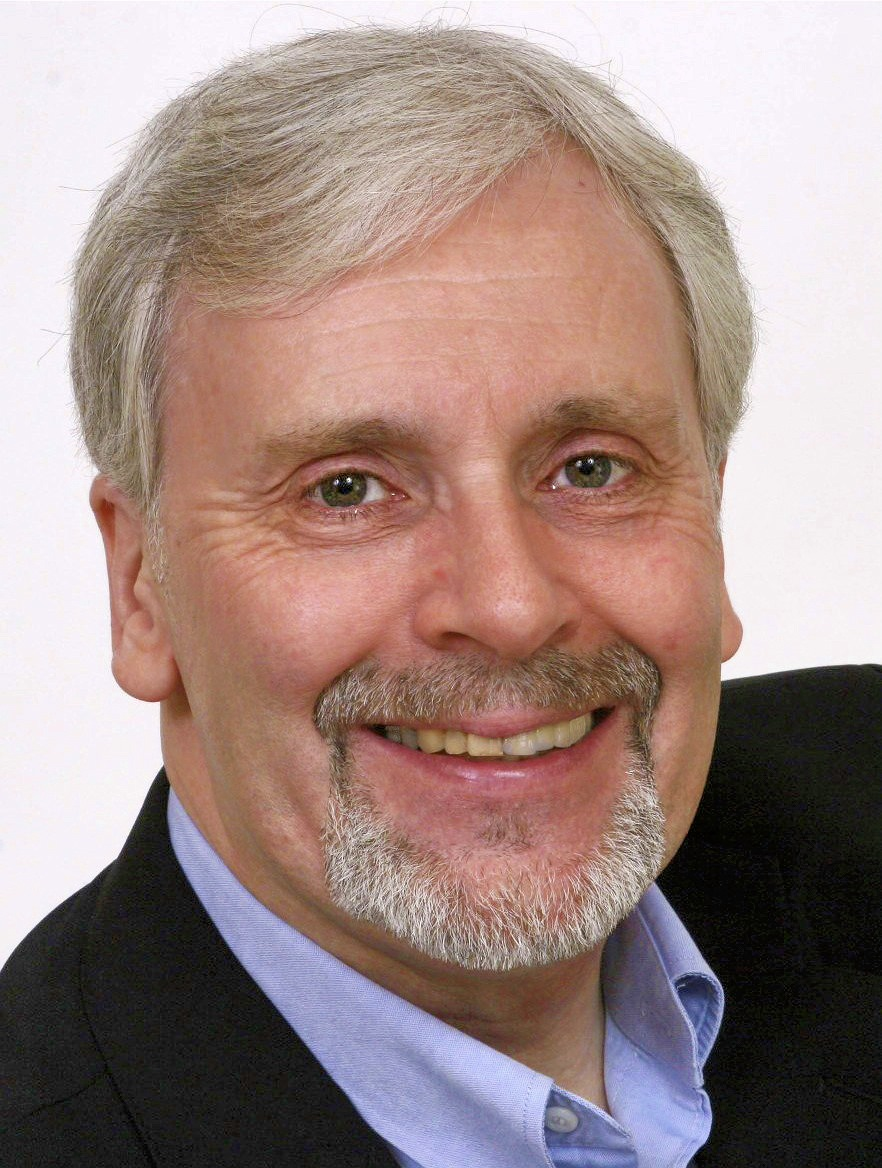
Stephen Booth

Stephen Booth (* 1952 in Burnley) ist ein englischer Krimiautor. Bekanntheit erlangte er vor allem durch die Krimireihe Cooper and Fry.

## Biographie
Stephen Booth wurde in Burnley geboren, wuchs allerdings in Blackpool auf und besuchte dort die Arnold School. Bereits dort begann er im Rahmen der Schülerzeitung seine journalistische Tätigkeit und schrieb im Alter von zwölf seine erste Kurzgeschichte. Im Anschluss studierte er an der Birmingham City University, um Lehrer zu werden, jedoch beendete er diese Laufbahn bereits nach dem ersten Referendariat.
1974 begann er mit ersten journalistischen Tätigkeiten für mehrere Lokalzeitungen, wobei er sich insbesondere auf Berichte von Rugby-Union-Spielen spezialisierte. Es folgten Engagements beim Daily Express und beim Guardian, wobei Booth sich verstärkt auf eine freiberufliche Karriere konzentrierte. Diese gestaltete sich sehr facettenreich, von Artikeln und Fotografien für Fachmagazine bis hin zu einer von der BBC im Radio ausgestrahlten Kurzgeschichte. Nachdem er 1999 für den Dundee Book Prize nominiert war und den mit 5.000 Pfund dotierten Lichfield Prize gewann, unterschrieb er einen Vertrag beim Verlag HarperCollins und veröffentlichte 2000 mit Black Dog sein erstes Werk. Fortan widmete er sich ausschließlich der Belletristik und beendete seine Karriere als freischaffender Journalist im Jahre 2001.
Booth verlegt die Handlung seiner bisherigen Werke, die bisher in 15 Sprachen übersetzt wurden, grundsätzlich in den Peak District in Nordengland. Er ist verheiratet und lebt in Nottinghamshire. Neben seiner Tätigkeit als Autor fördert er Lesen und Schreiben in Großbritannien, beispielsweise im Rahmen des Welttages des Buches, und besucht eine Vielzahl von Festivals, Messen und Konferenzen.

## Werke
Cooper und Fry Serie:
1. Black Dog (2000), deutsch: Kühler Grund. Goldmann-Verlag, 2003, ISBN 978-3442455188
2. Dancing with the Virgins (2001), deutsch: Die schwarze Hand des Todes. Goldmann-Verlag, 2003, ISBN 978-3442456772
3. Blood on the Tongue (2002), deutsch: Kaltes Grab. Goldmann-Verlag, 2005, ISBN 978-3442460724
4. Blind to the Bones (2003), deutsch: Die einsamen Toten. Goldmann-Verlag, 2006, ISBN 978-3442461974
5. One Last Breath (2004), deutsch: Der Rache dunkle Saat. Goldmann-Verlag, 2007, ISBN 978-3442462636
6. The Dead Place (2005), deutsch: Todesstätte. Goldmann-Verlag, 2007, ISBN 978-3442464456
7. Scared to Live (2006), deutsch: Todesnacht. Goldmann-Verlag, 2008, ISBN 978-3442467129
8. Dying to Sin (2007), deutsch: Todesacker. Goldmann-Verlag, 2009, ISBN 978-3442468614
9. The Kill Call (2009)
10. Lost River (2010)
11. The Devil’s Edge (2011)
12. Dead and Buried (2012)
13. Already Dead (2013)
14. The Corpse Bridge (2014)
15. The Murder Road (2015)
16. Secrets of Death (2016)
17. Dead in the Dark (2017)
18. Fall Down Dead (2018)

Ben Cooper Roman:
- Claws (2007)

Ohne Reihe:
1. Top Hard (2011)
2. Drowned Lives (2019)

## Auszeichnungen
- Barry Award (Best British Crime Novel): „Black Dog“, 2001
- Barry Award (Best British Crime Novel): „Dancing With the Virgins“, 2002
- Dagger in the Library: 2003[1]
- Theakston’s Old Peculier Crime Novel of the Year Award: 2006 und 2007